# Phalangodes
Phalangodes is een geslacht van hooiwagens uit de familie Phalangodidae.
De wetenschappelijke naam Phalangodes is voor het eerst geldig gepubliceerd door Theodor Tellkampf in 1844. 

## Soorten
Phalangodes omvat de volgende 2 soorten:
- Phalangodes armata
- Phalangodes flavipes